# 済水
済水（さいすい、簡体字: 济水）は、中国河南省済源市区西北に源を発している。済源市の名称はまさにここからきている。俗称は大清河。済水は、古来はほかの大河と交わらず海に流れており、江水（長江）、河水（黄河）、淮水（淮河）とともに「華夏四瀆」と称された。済水の水源地は、済源市の済瀆廟（さいとくびょう）。黄河が流れを変えた為、今日の黄河下流は当時の済水の河道である。済水の流れは済源市を発し済南市で黄河に交わる。